# Bob Scheifler
Robert William Scheifler (* 24. Juni 1954) ist ein amerikanischer Informatiker.
Zusammen mit Jim Gettys hauptverantwortlich für die Entwicklung des X Window System führte er die Entwicklung vom Beginn 1984 bis zur Stilllegung des MIT X Konsortiums 1996. Später wurde er einer der Architekten von Jini bei Sun Microsystems, das heute als River zur Apache Foundation übertragen wurde.
Scheifler graduierte als B.S. in Mathematik und M.S. in Informatik am Massachusetts Institute of Technology.
| Personendaten    | Personendaten                  |
| ---------------- | ------------------------------ |
| NAME             | Scheifler, Bob                 |
| ALTERNATIVNAMEN  | Scheifler, Robert William      |
| KURZBESCHREIBUNG | US-amerikanischer Informatiker |
| GEBURTSDATUM     | 24. Juni 1954                  |